# Jeff Welsh
Jeffrey Welsh (* 10. August 1979) ist ein ehemaliger US-amerikanischer Footballspieler.

## Leben
Der aus Oak Forest (Illinois) nahe Chicago stammende Welsh spielte Football an der Mount Carmel High School und war dort zeitweise Mannschaftskollege seines Bruders John, der ebenfalls auf der Quarterback-Position eingesetzt wurde. Welsh war danach von 1997 bis 2001 Spieler und Student an der Western Michigan University. Welsh wechselte anschließend ins Profilager und stand von 2002 bis 2004 bei unterschiedlichen Mannschaften der US-Hallenfootballliga AFL unter Vertrag. Nachdem er in seinem Heimatland dann zunächst beruflich tätig geworden war, kehrte er 2009 auf den Rasen zurück, stand bei der französischen Mannschaft Flash de La Courneuve unter Vertrag und spielte dort unter dem deutschen Cheftrainer Patrick Esume. Mit der Mannschaft gewann er im Juni 2009 das Endspiel um die französische Meisterschaft, im Folgemonat stand er mit Flash im Eurobowl, verlor dort aber gegen die Swarco Raiders Tirol.
Zur Saison 2010 wechselte der 1,90 Meter messende Welsh zu den Kiel Baltic Hurricanes in die höchste deutsche Spielklasse GFL und arbeitete dort wie in Frankreich mit Trainer Esume zusammen. Welsh führte die Fördestädter 2010 zur ersten deutschen Meisterschaft der Vereinsgeschichte und wurde als bester Spieler des Endspiels ausgezeichnet. In seinem zweiten und dritten Kieler Jahr wurde er mit der Mannschaft jeweils deutscher Vizemeister.
Im Vorfeld des 2013er Spieljahres wechselte er innerhalb der GFL zu den Dresden Monarchs. Auch mit den Sachsen zog er ins Endspiel um die deutsche Meisterschaft ein, musste sich dort aber knapp 34:35 Braunschweig geschlagen geben. In der Saison 2014 schied er mit Dresden im GFL-Halbfinale aus. 2015 stand er bei den Uppsala 86ers in Schweden unter Vertrag. Anschließend ging Welsh in die Vereinigten Staaten zurück und wurde als Verkaufsberater für ein Unternehmen der Medizinbranche tätig.